# Portals Nous
Portals Nous är en ort i Spanien.   Den ligger i regionen Balearerna, i den östra delen av landet, 500 km öster om huvudstaden Madrid. Portals Nous ligger 39 meter över havet och antalet invånare är 2 676. Den ligger på ön Mallorca.
Terrängen runt Portals Nous är kuperad åt nordväst, men österut är den platt. Havet är nära Portals Nous åt sydost.  Närmaste större samhälle är Palma de Mallorca, 7,9 km nordost om Portals Nous. 